# Pasturo
Pasturo (lombardul: Pastur) település Olaszországban, Lombardia régióban, Lecco megyében. Lakosainak száma 1959 fő (2023. január 1.). Pasturo Barzio, Esino Lario, Introbio, Mandello del Lario, Ballabio, Cremeno és Primaluna községekkel határos.

## Népesség
A település lakossága az elmúlt években az alábbi módon változott:
| Lakosok száma | 2008 | 1993 | 1959 |
|               | 2017 | 2018 | 2023 |